# 約翰娜·夏洛特 (安哈特-德紹)
約翰娜·夏洛特（德語：Johanna Charlotte，1682年4月6日—1750年3月31日），施韋特藩侯夫人，安哈特-德紹親王約翰·格奧爾格二世的女兒。

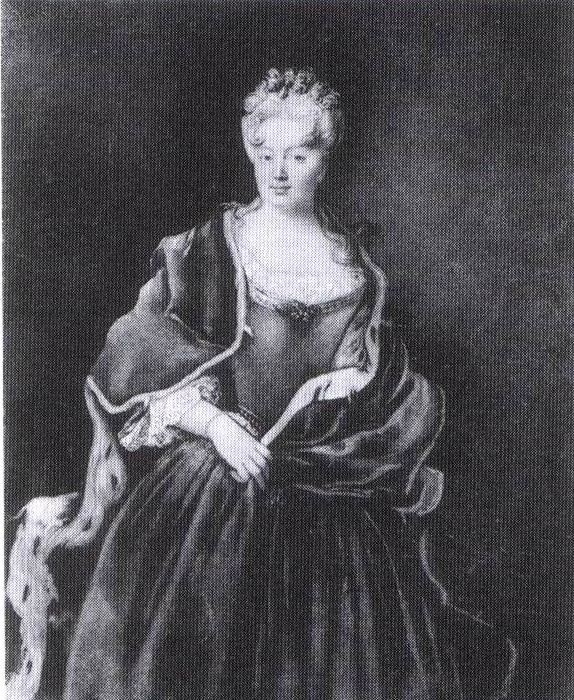
約翰娜·夏洛特

## 家庭
1699年，約翰娜·夏洛特與布蘭登堡-施韋特的菲利普·威廉結婚，兩人共有2子1女：
1. 腓特烈·威廉（1700年—1771年）
2. 亨麗埃特·瑪麗（1702年—1782年）
3. 腓特烈·海因里希（1709年—1788年）